# The Letter
"The Letter" er en sang skrevet af Wayne Carson Thompson, som var et hit i 1967 for det amerikanske band The Box Tops.
Nummeret blev indspillet i Memphis og produceret af Dan Penn. Nummeret nåede førstepladsen på den amerikanske Billboard hitliste i september, 1967, hvor det forblev i fire uger. Box Tops fik også international anerkendelse for nummeret, der hittede i Australien (#4), Østrig (#9), Belgien (#2), Chile (#1), Danmark (#7), Frankrig (#2), Tyskland (#5), Grækenland (#2), Irland (#11), Israel (#1), Malaysia (#4), New Zealand (#4), Holland (#3), Norge (#1), Polen (#1), Sydafrika (#4), Spanien (#9), England (#5) og Sverige (#2)

## Andre Versioner
I november, 1968, indspillede The Arbors en "easy listening" version af "The Letter, som gik ind på 20. pladsen på den amerikanske hitliste (1969) og 24. pladsen i Canada. 
"The Letter" vendte tilbage til den amerikanske top 10 i juni, 1970, da Joe Cocker indspillede en blues-rock version af nummeret. Denne version fik også anerkendelse i Australien (#27), Canada (#7), Frankrig (#48), Holland (#27) og England (#39).
I 1978 røg "The Letter" ind på Billboards dance chart som nummer 13, da Deborah Washington indspillede sin version af nummeret til albummet "Any Way You Want It". Amii Stewart gav også sin disko-version af nummeret i 1980, som indtog en 39. plads på Englands albumliste samme år (sammen med singlen "Paradise Bird" på LP'en). Franske Herbert Léonard oversatte "The Letter" i 1967 ("Une Lettre"), som gav et mindre hit på den franske hitliste.
"The Letter" er rangeret 363 på Rolling Stones "The 500 Greatest Songs of All Time", og er blevet genindspillet over 200 gange i forskellige versioner af bl.a. Bachman-Turner Overdrive, The Beach Boys, Eva Cassidy, Bobby Darin, Al Green, Brenda Lee, Trini Lopez, Lou Rawls, Johnny Rivers og Dionne Warwick.
"Billetten" fra Bamses Venners anden LP "Mælk og vin" er en version med dansk tekst.